# Smeltlijm

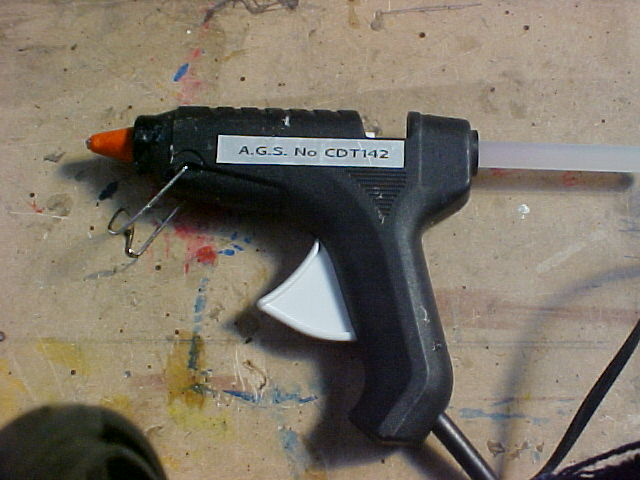
Smeltlijmpistool

 Smeltlijm  ofwel Heatseallijm (hotmelts) is een lijm gemaakt van thermoplasten. Deze komen voor in de vorm van granulaten (korreltjes), bladen, staven en weefsels.
De lijmverbinding komt tot stand door afkoeling van de gesmolten lijmmassa. Strikt gezien is het dus ook geen lijm maar een soldeermethode.
Smeltlijmen bevatten geen oplosmiddelen.
Naast de thermoplasten komen er ook thermoharders als smeltlijm voor:
- Epoxysmeltlijmen. Vooraf worden deze lijmen aangebracht als een droge film. Bij opwarming tot 100 à 150 °C worden ze kleverig waarop een tweede chemische reactie volgt die ze op een onomkeerbare wijze uithardt. Zie Epoxy.
- Reactieve polyurethaansmeltlijmen. Een initiële sterkte van de lijmverbinding wordt bereikt door de stolling van de lijmmassa. Nadien vindt er door de luchtvochtigheid een verdere reactieve uitharding (polymerisatie) plaats. Zie PU-lijmen.
- Tweecomponenten-smeltlijmsystemen. Dit zijn lijmsystemen waarbij de ene component, de verharder, omgeven is met een polymeerlaag. Deze polymeerlaag smelt bij opwarming waarna de polymerisatie ( reactie) plaats kan vinden.

Toepassingsgebieden zijn:
- Constructielijmen (geautomatiseerde systemen)
- Verpakkingsindustrie
- Boekbinderij
- Meubelindustrie
- Aanbrengen van etiketten op flessen

Bij metalen kan als gevolg van de goede warmtegeleiding van het substraat (ondergrond), een te snel afkoelen van de lijmmassa (afschrikken) optreden. Hierdoor kan er een slechte hechting ontstaan. Voorverwarmen van het metaal biedt dan een oplossing.